# MIDEWA
Die MIDEWA Wasserversorgungsgesellschaft in Mitteldeutschland mbH, kurz MIDEWA, ist ein Wasserversorgungsunternehmen in Sachsen-Anhalt. Die MIDEWA wurde am 5. Dezember 1996 gegründet. Sie beliefert rund 323.000 Einwohner in 62 Gemeinden und Städten mit rund 20,2 Mio. m³ Trinkwasser jährlich. Etwa 90 % Wasser wird hinzugekauft und nur 10 % werden selbst gefördert.
Daneben sichert sie die Abwasserentsorgung von etwa 142.800 Einwohnern über Dienstleistungsverträge. Das Versorgungsgebiet umfasst das südliche Sachsen-Anhalt. Anteilseigner sind zu 74,9 % Städte und Gemeinden der Region, die restlichen Anteile hält die Veolia Deutschland GmbH über ihre Tochter OEWA.
Das Versorgungsgebiet erstreckt sich auf 3.198 km², die Rohrnetzlänge beträgt rund 5.000 km. Aufsichtsratsvorsitzender ist Peter Kunert, der ehemalige Bürgermeister von Querfurt. Niederlassungen gibt es in Merseburg, Bitterfeld-Wolfen, Köthen (Anhalt) und in der Lutherstadt Eisleben.